# English Bicknor
English Bicknor è un villaggio e parrocchia civile dell'Inghilterra, appartenente alla contea del Gloucestershire.
Il villaggio si trova tra Symonds Yat e Lydbrook, sul confine con la contea dell'Herefordshire, di fronte a Welsh Bicknor. I due villaggi si fronteggiano sulle rive opposte del fiume Wye.

## Origini del nome
Il Domesday Book del 1086 riporta Bicknor come Bicanofre. Il secondo morfema del toponimo, ōfer, deriva probabilmente dall'inglese antico e significa "riva del fiume", con riferimento alla posizione dei due villaggi su entrambe le sponde del corso d'acqua. Varie ipotesi sono state formulate sull'origine della prima parte del nome.

## Storia
English Bicknor è documentato per la prima volta come una borgata nel 1066, ed è  uno dei più antichi villaggi della foresta di Dean, situato in cima ad una collina che domina la valle del Wye, era un tempo il sito di una motta castrale i cui resti sono ancora visibili. Vicino al villaggio si trova Bicknor Court, un'imponente dimora di 400 anni fa.
La sua principale attrattiva è  la piccola chiesa parrocchiale in stile normanno dedicata a Santa Maria Vergine con all'interno decorazioni e sculture del XII secolo. La chiesa si trova nel cortile esterno dell'antica motta castrale. Tracce di opere murarie sono state rinvenute nella motta, il che suggerisce che almeno una parte di essa era stata costruita in pietra. Oggi non rimane nessuna struttura visibile del forte ma la sua posizione è facilmente identificabile. Fortificazione normanna, una delle tante presenti lungo le Marche gallesi, si ritiene sia stata costruita durante il regno di Enrico I (1100–35) o di re Stefano (1135–54), venne demolita alla fine del XIV secolo, ma non se ne conoscono i motivi né la data precisa (probabilmente fu durante l'insurrezione di Owain Glyndŵr).